# 42482 Fischer-Dieskau
42482 Fischer-Dieskau este un asteroid din centura principală de asteroizi.

## Descriere
42482 Fischer-Dieskau este un asteroid din centura principală de asteroizi. A fost descoperit pe 8 septembrie 1988 la Tautenburg de Freimut Börngen. Asteroidul prezintă o orbită caracterizată de o semiaxă mare de 2,38 ua, o excentricitate de 0,23 și o înclinație de 2,5° în raport cu ecliptica.